# Heartbeat (serie de televisión)
Heartbeat (originalmente conocida como Heartbreaker durante su fase de producción) es una serie de televisión estadounidense basada en la vida real de la Doctora Kathy Magliato. La protagonista es la actriz Melissa George en el papel de Alex Panttiere, un cirujana cardíaca que lucha por equilibrar su vida personal y profesional. La serie se estrenó el 22 de marzo de 2016 en Estados Unidos, en la cadena NBC. En España se estrenó en el canal Cosmopolitan TV el 17 de abril de 2016.

## Reparto
- Melissa George como Dr. Alexandra Panttiere.[8]
- Dave Annable como Dr. Pierce Harrison.[8]
- Don Hany como Dr. Jessie Shane.[8]
- Shelley Conn como Millicent Patel.[8]
- D. L. Hughley como Dr. Hackett.[8]
- Jamie Kennedy como Dr. Callahan[8]
- Maya Erskine como Enfermera Gi-Sung.[8]
- JLouis Mills como Forrester.[8]
- Joshua Leonard como Max.[8]

## Producción
La cadena NBC encargó la serie a partir del piloto titulado Heartbreaker en mayo de 2015.  Debido al embarazo en la vida real de la protagonista Melissa George, la fecha de estreno prevista inicialmente se retrasó hasta 2016. En diciembre de 2015, la cadena NBC cambió el título de Heartbreaker a Heartbeat.